# Erzjani
Erzjani (erzjansko эрзят – erzjat, rusko Эрзя́не, э́рзя – erzjane, erzja) so etnična skupina Mordvincev (Мордавци, Мордва).

## Razširjenost
Erzjani večinoma živijo v vzhodni Mordviniji ter na območjih ob porečjih Mokše, Sure, Volge in Belaje. Drugi prebivalci Erzije so razširjeni v Samari,  Penzi,  Orenburgu, Tatarstanu,  Čuvašiji, Baškortostanu; v Sibiriji, na Daljnem vzhodu, v Armeniji in ZDA.
Pomemben del prebivalstva Erzije živi na starodavnem etničnem ozemlju:
- Vzhodna skupina Erzjanov (vse regije vzhodnega dela oblasti Mordvinije, Alyatir, Poreck in Ibresinski rajon v oblasti Čuvašija);
- Severna skupina Erzjanov (rajonov Gaginski, Lukojanovski, Sergački, Šatkovski, Piljninski Nižnonovgorodske oblasti, Boljšegnatovski rajon v Mordviniji);
- Severovzhodna skupina Erzjanov rajonov Penzenske oblasti (Gorodiščenski, Nikolski, Penza, Sosnovoborski).

## Jezik in pisava
Erzjani govorijo predvsem erzjanščino, ki spada v mordvinsko podskupino finsko-volške veje ugro-finske veje uralskih jezikov. Manjši del Erzjanov govori rusko.